# Ritratto di Pierre Reverdy
Ritratto di Pierre Reverdy è un dipinto a olio su tela (40,6 x33,7 cm) realizzato nel 1915 dal pittore italiano Amedeo Modigliani.
È conservato presso il Museum of Art di Baltimora.
È rappresentato il poeta francese amico di Modigliani Pierre Reverdy.